# Alexandra Louison
Alexandra Louison (* 14. Juli 1982 in Roche-Ls-Molière) ist eine ehemalige französische Duathletin und Triathletin. Sie ist zweifache Staatsmeisterin auf der Duathlon-Langdistanz (2011, 2013), Ironman-Siegerin (2007) und wird in der Bestenliste französischer Triathletinnen auf der Ironman-Distanz geführt.

## Werdegang

### Staatsmeisterin Winter-Triathlon 2002
Bereits im Alter von 15 Jahren begann Alexandra Louison 1997 mit Triathlon. 2002 wurde sie französische Meisterin Winter-Triathlon.
2004 wurde sie Vierte bei der Duathlon-Weltmeisterschaft in der Klasse U23. Seit 2005 startet sie als Profi und 2008 wurde sie dann erneut Vierte bei den Profi-Frauen. Im Juni 2007 schaffte die damals 24-Jährige ihren ersten Sieg auf der Triathlon-Langdistanz (3,86 km Schwimmen, 180,2 km Radfahren und 42,195 km Laufen) in Nizza, beim Ironman France.
Im September 2009 gewann sie den Triathlon de Gérardmer auf der olympischen Distanz (1,5 km Schwimmen, 40 km Radfahren und 10 km Laufen).

### Staatsmeisterin Duathlon-Langdistanz 2011
2011 wurde sie Staatsmeisterin auf der Duathlon-Langdistanz und sie konnte diesen Erfolg 2013 wiederholen.
Im Mai 2013 wurde sie Vizestaatsmeisterin auf der Langdistanz – wie auch schon im Vorjahr auf Korsika.
Alexandra Louison lebt mit ihrem Partner in Antibes. Im Juni 2016 kündigte sie auf ihrer Facebook-Seite an, dass sie ein Kind erwartet und sie legte eine Mutterschaftspause ein.

Im Juli 2017 ging die 35-Jährige beim Triathlon EDF Alpe d’Huez mit ihrem Vater in der Staffel an den Start und seither tritt sie nicht mehr international in Erscheinung.

## Sportliche Erfolge
| Datum/Jahr    | Rang | Wettbewerb                | Austragungsort        | Zeit     | Bemerkung |
| ------------- | ---- | ------------------------- | --------------------- | -------- | --- |
| 29. Juli 2017 |      | Triathlon EDF Alpe d’Huez | Alpe d’Huez           |          | Start in der Staffel |
| 10. Aug. 2014 | 3    | Embrunman                 | Embrun                | 02:35:04 | Dritte auf der Kurzdistanz                                                                                                |
| 28. Juli 2011 | 3    | Triathlon EDF Alpe d’Huez | Alpe d’Huez           | 02:15:13 | auf der Kurzdistanz |
| 5. Sep. 2010  | 2    | Triathlon de Gérardmer    | Gérardmer             |          | |
| 5. Sep. 2009  | 1    | Triathlon de Gérardmer    | Gérardmer             |          | |
| 29. Juli 2009 | 5    | Triathlon EDF Alpe d’Huez | Alpe d’Huez           |          | |
| 7. Juni 2009  | 2    | Challenge France          | Niederbronn-les-Bains | 04:34:37 | Zweite über die Mitteldistanz (1,9 km Schwimmen, 90 km Radfahren und 21,1 km Laufen) hinter der Australierin Rebekah Keat |
| 7. Dez. 2008  | 3    | Laguna Phuket Triathlon   | Phuket                |          | |
| 15. Aug. 2008 | 5    | Embrunman                 | Embrun                | 02:31:17 | Fünfte auf der Kurzdistanz                                                                                                |
| 7. Sep. 2008  | 5    | Ironman 70.3 Monaco       | Monaco                |          | |
| 2. Dez. 2007  | 5    | Laguna Phuket Triathlon   | Phuket                | 02:55:08 | [ 5 ] |
| 2. Sep. 2007  | 1    | Ironman 70.3 Monaco       | Monaco                |          | |
| 18. März 2006 | 33   | Ironman 70.3 California   | Oceanside             | 05:11:11 | |
| 2005          | 1    | Ironman 70.3 Monaco       | Monaco                |          | bei der Erstaustragung |

| Datum/Jahr    | Rang | Wettbewerb                                         | Austragungsort | Zeit        | Bemerkung |
| ------------- | ---- | -------------------------------------------------- | -------------- | ----------- | --- |
| 19. Mai 2013  | 2    | FRA Long Distance Triathlon National Championships | Calvi          | 04:49:10    | Vizestaatsmeisterin auf der Langdistanz, hinter Delphine Pelletier                                                         |
| 24. Juli 2012 | 3    | Triathlon EDF Alpe d’Huez                          | Alpe d’Huez    | 06:43:03,29 | Dritte auf der Langdistanz                                                                                                 |
| 19. Mai 2012  | 2    | FRA Long Distance Triathlon National Championships | Calvi          | 04:49:58    | Französische Vizemeisterin auf der Langdistanz (3 km Schwimmen, 80 km Radfahren und 20 km Laufen) – beim Triathlon à Calvi |
| 15. Aug. 2011 | 3    | Embrunman                                          | Embrun         | 11:44:05    | |
| 26. Juni 2011 | 10   | Ironman France                                     | Nizza          | 10:20:39    | |
| 15. Aug. 2010 | 3    | Embrunman                                          | Embrun         | 11:51:06    | |
| 27. Juni 2010 | 3    | Ironman France                                     | Nizza          | 09:38:25    | [ 8 ] |
| 15. Aug. 2009 | 3    | Embrunman                                          | Embrun         |             | als schnellste Französin auf der Langdistanz                                                                               |
| 28. Juni 2009 | 5    | Ironman France                                     | Nizza          | 09:52:28    | |
| 22. Juni 2008 | 3    | Ironman France                                     | Nizza          | 10:03:46    | |
| 24. Juni 2007 | 1    | Ironman France                                     | Nizza          | 09:49:11    | Sieg auf der Langdistanz                                                                                                   |
| 2007          | 2    | Embrunman                                          | Embrun         |             | |
| 25. Juni 2006 | 5    | Ironman France                                     | Nizza          | 10:24:00    | |

| Datum/Jahr | Rang | Wettbewerb                                  | Austragungsort | Zeit | Bemerkung                       |
| ---------- | ---- | ------------------------------------------- | -------------- | ---- | ------------------------------- |
| 2002       | 1    | FRA Winter Triathlon National Championships | Frankreich     |      | Staatsmeisterin Wintertriathlon |

| Datum/Jahr    | Rang | Wettbewerb                                        | Austragungsort | Zeit     | Bemerkung                                        |
| ------------- | ---- | ------------------------------------------------- | -------------- | -------- | ------------------------------------------------ |
| 2013          | 1    | FRA Long Distance Duathlon National Championships | Cambrai        |          | Staatsmeisterin auf der Duathlon-Langdistanz     |
| 2011          | 1    | FRA Long Distance Duathlon National Championships | Chaumont       |          | Staatsmeisterin auf der Duathlon-Langdistanz     |
| 2010          | 4    | ETU Duathlon European Championships               | Nancy          | 01:53:27 |                                                  |
| 2009          | 7    | ITU Duathlon World Championships                  | Concord        | 02:09:11 |                                                  |
| 2009          | 5    | ETU Duathlon European Championships               | Budapest       | 02:05:23 |                                                  |
| 2008          | 4    | ITU Duathlon World Championships                  | Rimini         | 02:04:51 |                                                  |
| 24. Mai 2008  | 2    | ETU Duathlon European Championships               | Serres         | 02:00:16 | Duathlon-Vizeeuropameisterin                     |
| 16. Juni 2007 | 3    | ETU Duathlon European Championships               | Edinburgh      | 02:16:02 | Dritte bei der Duathlon-Europameisterschaft      |
| 20. Mai 2007  | 6    | ITU Duathlon World Championships                  | Győr           | 01:54:58 |                                                  |
| 2007          | 2    | FRA Long Distance Duathlon National Championships | Cambrai        |          | Vizestaatsmeisterin auf der Duathlon-Langdistanz |
| 29. Juli 2006 | 6    | ITU Duathlon World Championships                  | Corner Brook   | 02:12:00 |                                                  |
| 2006          | 2    | FRA Long Distance Duathlon National Championships | Cambrai        |          | Vizestaatsmeisterin auf der Duathlon-Langdistanz |
| 30. Mai 2004  | 4    | ITU Duathlon World Championship U23               | Geel           | 02:06:29 | Kategorie Frauen U23                             |

(DNF – Did Not Finish)